# Härtlein Károly
Härtlein Károly (Budapest, 1959. május 7.) fizika szakos tanár, mesteroktató, tanszéki mérnök a BME Fizikai Intézetében. A magyar tudományos ismeretterjesztés és a szkeptikus mozgalom egyik kiemelkedő alakja, számos televíziós műsor vendége, a Spektrum TV által készített Brutális Fizika című sorozat egyik házigazdája és szakértője, hosszú ideig a Csodák Palotája munkatársa, az Ericsson-díj kitüntetettje. Sokan Öveges József professzor utódaként emlegetik a fizika népszerűsítése terén betöltött szerepe alapján.

## Tanulmányai
A budapesti József Attila Gépipari Szakközépiskolában 1977-ben tett érettségije után, 1980-ban a Bánki Donát Gépipari Műszaki Főiskolán szerzett előbb gyártástechnológus-üzemmérnöki, majd 1983-ban gépész műszaki-tanári diplomát. Az ELTE levelező tagozatán 1990-ben szerezte meg fizika szakos tanári oklevelét.

## Oktatói munkássága
1981–82-ben az Oleg Kosevoj Ipari Szakmunkásképző Intézetben tanított, majd az Ihász Dániel Közlekedési Szakközépiskola tanára volt 1989-ig. Azóta tanszéki mérnökként dolgozik a Budapesti Műszaki Egyetem Fizikai Intézetében, ahol egyúttal a Demonstrációs Laboratórium vezetői pozícióját is ellátja. 1992 és 1996 között másodállásban fizikatanárként dolgozott a Gábor Dénes Műszaki Informatikai Főiskolán. A 2000/2001-es tanévtől a budapesti Puskás Tivadar Távközlési Technikum Arany János osztályainak 0. évfolyamán természettudományos ismereteket tanított 2004-ig, ettől kezdve ugyanitt fizika szakkört vezet, tanítványai között többen TUDOK-díjat nyertek. Az 1999 óta minden évben megrendezett Békésy György fizikaverseny egyik szervezője és gyakorlati feladatainak kidolgozója, 2010 óta több alkalommal is részt vett a Fizika OKTV döntőjében lebonyolított gyakorlati feladatok kitalálásában és megvalósításában.
A határon túli fizikatanár továbbképzés keretében a Bolyai Nyári Akadémián (Erdély) és az Apáczai Nyári Akadémián (Újvidék) is rendszeres előadó.

## Tudományos ismeretterjesztő munkássága
1991 óta tagja az Eötvös Loránd Fizikai Társulatnak, melyben az Általános- és Középiskolai Szakcsoport ankétjainak rendszeres előadója. 2003 és 2007 között a társulat egyik főtitkárhelyettese volt. 1997 óta országszerte mintegy száz, fizikai kísérleteket népszerűsítő előadást tartott már, de nem csupán Magyarországon, hanem a határainkon túl, a magyar tanítási nyelvű iskolákban is gyakran vállal szerepléseket. Szintén 1997-ben, a Csodák Palotáját működtető Budapest Science Centre Alapítvány kuratóriumának titkára lett, amely tisztségét 2012 decemberéig töltötte be. Az ismeretterjesztő központban számos előadás köthető a nevéhez, valamint az ő ötlete nyomán hozták létre az Öveges Józsefről elnevezett termet, melyben a kísérletek megalkotása is az ő munkája volt, és ahol 2001 óta többször tartott már nagysikerű bemutatókat.
Már a Gábor Dénes Műszaki Informatikai Főiskolán töltött évei alatt is kb. 6 órányi terjedelemben készített oktatófilmet fizikai kísérletekről a főiskola számára, azóta pedig számos új oktatófilmet készített, televíziós műsorokban is végzett és végez ismeretterjesztő tevékenységet. 1994 szeptemberétől 1997 júniusáig a Magyar Televízió Tudományos, Oktatási és Ismeretterjesztő Stúdiója által, a Művelődési és Közoktatási Minisztérium támogatásával készített „Repeta Fizika” című televíziós műsorban volt műsorvezető. Dolgozott a Delta szerkesztőségében és a „Válaszd a tudást” című műsorban is. 1999 szeptemberétől 2001 januárjáig a Duna TV „Miénk a tér” című műsorában tevékenykedett, itt szintén a fizika népszerűsítése volt a feladata, amelyeket élő kísérletek segítségével valósított meg. 2002 szeptemberétől 2003 júniusáig a Duna „TV Kalendárium” című műsorában szintén látványos fizikai kísérleteket mutatott be. 2013-tól a Spektrum TV által készített „Brutális fizika” című műsor egyik házigazdája, szaktanácsadója, a bemutatott kísérletek kidolgozója.
Három alkalommal képviselte Magyarországot a "Physics on Stage" nemzetközi tudományos fesztiválon. Egy alkalommal plenáris előadást is tartott "Wonders of the Palace" címmel. 2003-ban itt vehette át a European Science Teaching Awardot. 2005-ben megszervezte az első magyarországi Kutatók Éjszakája rendezvényt (majd később a 2008-ast és a 2009-est is) a Műszaki Egyetemen, mely azóta országos méretű eseménnyé nőtt, amelynek keretében számos különböző helyszínen tartanak előadásokat az érdeklődőknek különböző szakterületekről érkező kutatók és tanárok.
Kiemelkedő fizikanépszerűsítő munkáját az Eötvös Loránd Fizikai Társulat 2005-ben „A fizikai gondolkodás terjesztéséért”, Prométheusz-díjjal jutalmazta. 2006-óta a Múzeumok Éjszakája rendezvényén is rendszeresen részt vesz az Elektrotechnikai Múzeumban.
A Mindentudás Egyetemén 2006-ban a Szabó Gábor fizikus által tartott „Hogyan lehet egyszerre játékos és tudományos a fizika?” című előadásban is közreműködött.

## Szkeptikus tevékenysége
Az 1990-es évek második felében kapcsolódott be a hazai szkeptikus mozgalom tevékenységébe. Számos alkalommal részt vett a Szkeptikusok Országos Konferenciáján Székesfehérváron, ahol többször mutatott be látványos kísérleteket is. 2004-ben Füstöss Lászlóval és Orosz Lászlóval közösen megszervezték az első Budapesti Szkeptikus Konferenciát, melyet azóta is minden évben megrendeznek a Budapesti Műszaki és Gazdaságtudományi Egyetem Fizikai Intézetének F29 előadójában. 2004 óta a Puskás Tivadar Távközlési Technikumból két tanítványa is Randi-díjat (a Természet Világa Természet-Tudomány Diákpályázatán a James Randi alapítványa által felajánlott Szkeptikus Különdíj) nyert.
Az áltudományokkal szembeni küzdelem legfontosabb eszközének a jog szigorát és a tudományos társadalom fellépését tartja, ami miatt előfordul, hogy kritika éri más szkeptikusok részéről is, akik elsősorban a kritikai gondolkodás fejlesztésében és a szélesebb társadalmi mozgalomban látják a megoldást.

## Díjai, elismerései
- Dékáni dicséret – 2003[2]
- European Science Teaching Award – 2003[2]
- Rektori dicséret – 2005[2]
- Prométheusz-érem – 2005
- Ericsson-díj – 2006
- Fényes Imre-díj – 2006[2]
- Mikola Sándor-díj – 2009
- Marx György Fizikai Szemle nívódíj – 2013
- Kamera Korrektúra – 2014 (A Brutális fizikának ítélt díj)[12]
- Trefort Ágoston-díj – 2017[13]
- Prima Primissima díj (2022)[14]

## Tagságai, tisztségei
- Eötvös Loránd Fizikai Társulat – 1991 (2003–2007 között Főtitkár helyettes, 2007-től Felügyelőbizottsági tag)
- Budapest Science Centre Alapítvány – 1997-2012 (kuratóriumi titkár)

## Műsorai, előadásai
- Härtlein Károly: Áltudomány a konyhában
- Härtlein Károly: A mikrohullámú sütő Archiválva 2016. március 10-i dátummal a Wayback Machine-ben, Fizikai Szemle, 2005/3.
- Härtlein Károly: Brutális fizika (kísérletek)
- Härtlein Károly: "Kísérletek, amiket látni kell" 2011
- Härtlein Károly: "Kísérletek, amiket látni kell" 2012
- Härtlein Károly: "Kísérletek, amiket látni kell" 2013
- Härtlein Károly: Nem élhetünk fizika nélkül (Kutatók Éjszakája 2017)